# Classe Ivan Rogov
La classe Ivan Rogov o Progetto 23900 (in cirillico: проект 23900 Иван Рогов) è una classe di navi portaelicotteri da assalto anfibio (LHD) di fabbricazione russa, sviluppata nel corso degli anni duemiladieci ed al 2021 in fase di realizzazione, per conto della Marina russa, presso il cantiere navale Zaliv, in Crimea, con entrata in servizio prevista a metà anni duemilaventi. 
Progettate per compiere missioni di pattugliamento, scorta armata, supporto anfibio ed aereo, raccolgono l'eredità delle mai realizzate unità del Progetto 11780 Kerson sviluppato in epoca sovietica e sono state impostate a seguito dell'annullamento, da parte francese, del contratto d'ordine da 1,3 miliardi di dollari di due esemplari Classe Mistral firmato dalla Federazione Russa nella cornice delle sanzioni internazionali comminate alla Russia per le vicende legate all'annessione della Crimea del 2014.
Con un dislocamento superiore alle 40.000 tonnellate, le navi del progetto 23900 saranno in grado di accomodare fino a 16 elicotteri ASW e d'attacco Kamov K-31 e Kamov K-52K, nonché operare fino a 4 droni S-70 Okhotnik.
Ordinate in due esemplari il 22 maggio 2020, le unità sono state impostate il 20 luglio 2020.

## Storia

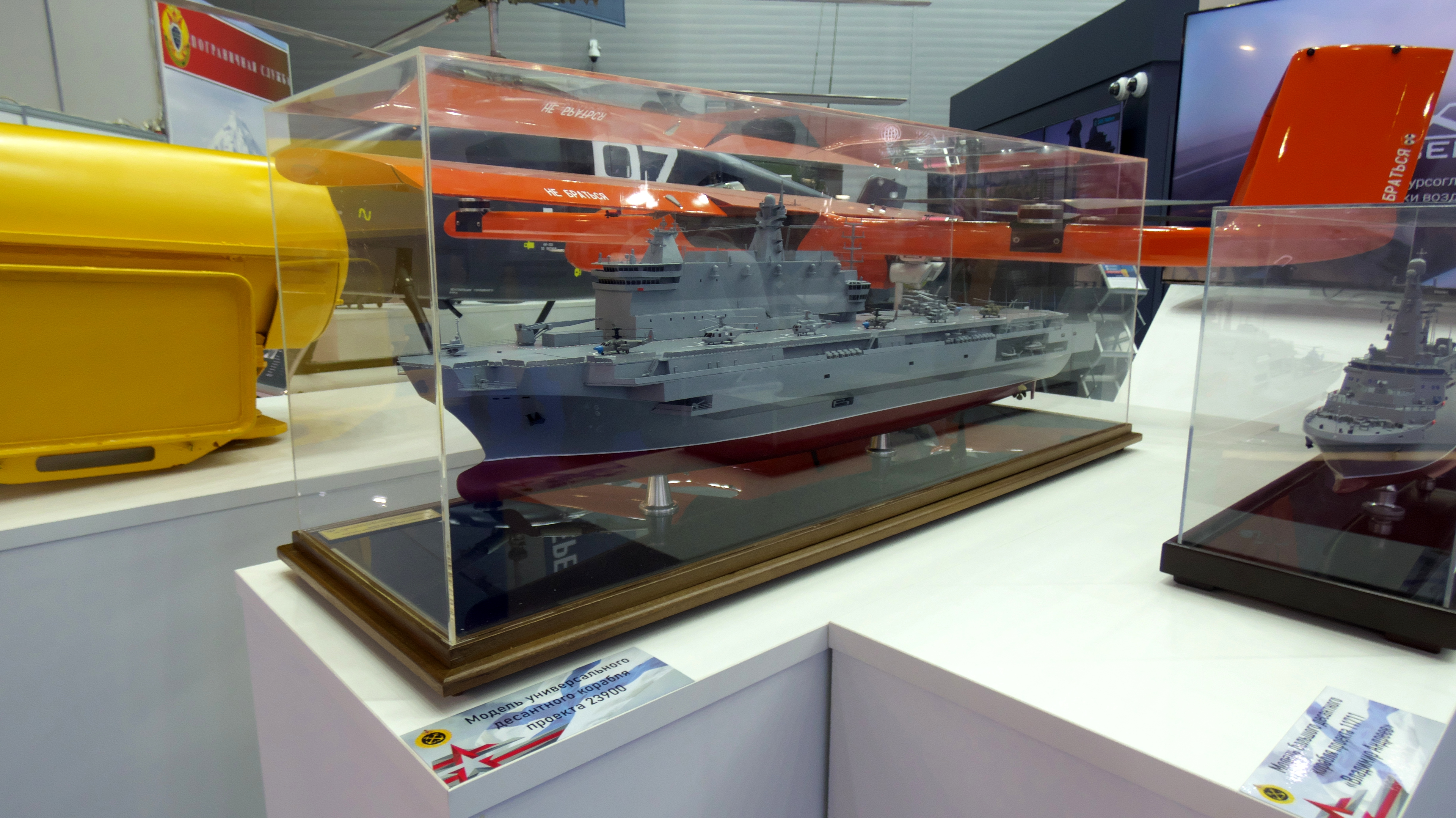
Vista finale della nave.

A seguito del rifiuto da parte del governo Francese di onorare un contratto di fornitura di due navi classe Mistral al Ministero della difesa russo, unità acquistate poi dalla Marina militare egiziana, nel giugno 2015 in occasione del forum Army-2015, sono stati presentati due concept di LHD di costruzione nazionale così caratterizzati: una versione pesante denominata Priboy proposta dal Krylov Bureau ed una seconda versione leggera denominata Lavina e presentata da parte del Nevskoe Bureau.
Il 25 maggio 2017, il viceministro della Difesa russo Yury Borisov ha dichiarato che il ciclo di costruzione della nuova portaelicotteri russa sarebbe durata almeno 4 anni e che la prima nave del genere sarebbe stata completata entro il 2022. Nel giugno dello stesso anno, il vicepresidente della United Shipbuilding Corporation, Igor Ponomarev, ha affermato che le portaelicotteri sono state inserite nel nuovo programma di armamento statale della Russia per il 2018-2025.
Il 22 maggio 2020, secondo un rapporto dell'agenzia di stampa TASS, il ministero della Difesa russo avrebbe firmato un accordo da 100 miliardi di rubli per la costruzione di due navi portaelicotteri universali, la cui costruzione avverrà presso il cantiere navale Zaliv in Crimea. Le due navi sarebbero state essere consegnate alla Marina russa nel 2026 e nel 2027.
Il 20 luglio seguente è avvenuta la cerimonia di posa, nel corso della quale è stata presentata una rappresentazione grafica della Ivan Rogov che rivela un design ibrido, fra progetto Priboy e Lavina.

## Unità
| Nome                | Costruttore           | Impostazione   | Varo | Entrata in servizio | Flotta       | Stato          |
| ------------------- | --------------------- | -------------- | ---- | ------------------- | ------------ | -------------- |
| Ivan Rogov          | Zaliv Shipyard, Kerch | 20 luglio 2020 | 2023 | 2026                | del Nord     | in costruzione |
| Mitrofan Moskalenko | Zaliv Shipyard, Kerch | 20 luglio 2020 | 2024 | 2027                | del Pacifico | in costruzione |